# Alpha Librae
Désignations
α1 Lib : α Lib B, 8 Lib, HR 5530, HD 130819, HIP 72603, SAO 158836, BD-15°3965, FK5 1387, WDS J14509 -1603Ba,Bb

Alpha Librae (α Librae / α Lib), qui a aussi pour nom traditionnel Zubenelgenubi, est un système au moins quadruple de la constellation de la Balance et la seconde étoile ou système stellaire le plus brillant de la constellation. Ses composantes sont deux binaires spectroscopiques désignées α1 Librae et α2 Librae, ainsi que peut-être l'étoile KU Librae.

## Caractéristiques physiques
Zuben Elgenubi est une sous-géante blanche (type spectral A3IV), d'un diamètre à peu près double de celui du Soleil pour une luminosité près de 40 fois celle de ce dernier. Son atmosphère présente un enrichissement en métaux, probablement par séparation gravitationnelle.

## Environnement stellaire
Alpha Librae est distante d'environ ∼ 77 a.l. (∼ 23,6 pc) du Soleil. Ses deux composantes les plus brillantes forment une étoile double, qui se déplacent ensemble dans l'espace car elles partagent un mouvement propre commun. La composante la plus brillante, α2 Librae, est elle-même une étoile binaire spectroscopique. Le second membre, α1 Librae (nommée en premier car elle se situe plus à l'ouest), est séparée du système primaire d'environ 5 400 UA, et à cette distance, devraient orbiter l'une autour de l'autre en plus de 200 000 ans. α1 Librae est également une binaire spectroscopique avec une période orbitale de 5 870 jours et qui possède une séparation angulaire de 0,383 seconde d'arc, équivalent à environ 10 UA. Le système pourrait comporter une cinquième composante, l'étoile KU Librae, qui en est séparée d'environ 2,6°, ce qui ferait d'α Librae un système stellaire quintuple hiérarchique. KU Lib partage un mouvement propre similaire à travers l'espace avec le système α Librae, mais est séparée des autres étoiles par environ 1 pc (∼3,26 al). Elle est malgré tout suffisamment proche pour être gravitationnellement liée aux autres membres, mais possède une métallicité fortement différente.
Les deux membres les plus brillants d'α Librae sont séparés dans le ciel par une distance angulaire de 231" (soit 3'51"). L'angle de position de α1 Lib est de 314 degrés par rapport à α2. α2 Librae, la plus brillante des deux, apparaît comme une étoile blanche de type spectral A3, avec une magnitude apparente de 2,8. α1 Librae apparaît comme une étoile de type F4 d'une magnitude apparente de 5,2. Le système stellaire appartient probablement à un ensemble d'étoiles très vaste, le Courant d'étoiles de Castor, qui se déplacent de concert à travers l'espace et dont font partie Castor, Véga et Fomalhaut, et qui partagent une origine commune voici environ 200 millions d'années.

## Nomenclature
Zubenelgenubi est le nom aujourd'hui approuvé pour α2 Lib A (α Lib Aa) par l’Union astronomique internationale (UAI). Il vient de l’arabe الزبانى الجنوبي al-Zubānā l-Ğanūbī, sachant que الزبانى al-Zubānā est, dans les calendriers arabes traditionnels, celui de la XVIe des mansions (manāzil al-qamar), formée par le couple αβ Lib. Il est apparu dans les premières listes latines de stations lunaires dès l’an mil sous la forme Alcebenet. C’est un peu plus tard, avec Platon de Tivoli (1138) que le nom est introduit pour α Lib sous les formes açubene et azubene, que l’on retrouve, grâce aux travaux du philologue Joseph Juste Scaliger (1579), sous la forme Zubenelgenubi que, dans son Uranometria, Johann Bayer affecte par erreur à β Lib.
Le nom arabe lui-même a une longue histoire. Il trouve son origine dans l’astronomie mésopotamienne, où l’akkadien ZI.BA.AN.NA = zibānītu correspond à une sorte particulière de « balance », et où la figure de cet instrument coexiste avec une autre figure, qaran zuqaqípi, littéralement « les Cornes », c’est-à-dire « les Pinces du Scorpion ». Ce doublet se retrouve chez les Grecs et les Arabes, qui en ont hérité par des voies différentes. La confusion entre ces deux figures explique que les philologues arabes ont pu penser que le mot l’arabe الزبانى al-Zubānā, qu’ils n’imaginaient pas venir de l’akkadien zibānītu, pouvait être formé sur la racine √ZBN, « pousser », et ils ont donné à ce mot le sens de « pinces », qu’ils ont d’ailleurs étendu à alpha Cancri (voir cette étoile).
Alpha Librae possède d’autres noms :
Le premier est Kiffa Australis. Introduit par Giuseppe Piazzi (1814) à partir de la traduction du زیجِ سلطانی Zīğ-i Sulṭānī ou Tables sultaniennes d’Uluġ Bēg (1437) par Thomas Hyde (1665). C’est l’arabe الكفّة الجنوبيّة al-Kiffat al-Ğanūbiyya, « le Plateau Austral », attesté dans la représentation ptolémaïque reprise par les Arabes.
Un second nom, plus rare, est Vazneganubi, que l’on trouve chez Giovanni Battista Riccioli, et relevé par Richard Allen (1899), par le truchement duquel il est repris dans des catalogues actuels. C’est l’arabe الوزن الجنوبي al-Wazn al-Ğanūbī, littéralement « le Poids Austral », sachant que الوزن al-Wazn, « le Poids », est une lecture erronée du mot الميزان al-Mīzān, « la Balance ».

## Occultations lunaires et planétaires
Alpha Librae est proche de l'écliptique et est donc fréquemment occultée par la Lune et, beaucoup plus rarement, par les planètes. La prochaine occultation par une planète aura lieu, avec Mercure, le 10 novembre 2052.